# Podgraj
Podgraj – wieś w Chorwacji, w żupanii karlowackiej, w mieście Ozalj. W 2011 roku liczyła 113 mieszkańców.